# Orectogyrus alluaudi
Orectogyrus alluaudi is een keversoort uit de familie van schrijvertjes (Gyrinidae). De wetenschappelijke naam van de soort is voor het eerst geldig gepubliceerd in 1889 door Régimbart.